# Lluís Frederic Picàbia
Lluís Frederic Picàbia és el personatge protagonista de L'home que es va perdre (1929), de Francesc Trabal.
En la novel·la, la promesa del protagonista l'abandona pocs dies abans del casament, fet que provoca la insatisfacció i posterior follia d'aquest, que ja només s'interessarà a perdre objectes cada cop més increïbles per retrobar-los després, fins a perdre’s ell mateix.
A la novel·lística de Trabal el tractament dels noms propis és rellevant i, en aquest cas, Lluís Frederic Picàbia mostra lligams amb persones de l'avantguarda europea, com el pintor dadadista Francis Picabia o el poeta Jean Cocteau, i amb obres de la literatura universal com la Divina Comedia. L'escriptor, però, ho fa de manera velada, apel·lant un lector intel·ligent i madur.

## Relació amb Francis Picabia
Els estudiosos estan d'acord en la relació que s'estableix entre Lluís Frederic Picàbia i Francis Picabia, un dels màxims representants del moviment dadaista francès, fins al punt que el personatge acaba esdevenint un homenatge a l'artista. No en va, Francis Picabia va ser un dels artistes que millor va copsar els versos del poema Toujours d'Apollinaire que van servir a Trabal per al títol del llibre: 
| «                       | Toujours Nos irons plus loin sans avancer jamais (...) Perdre Mais perdre vraiment Pour laisser place a la trouvaille Perdre la vie pour trouver la Victoire | » |
| — Apollinaire, Toujours | |   |

Perdre, doncs, esdevé la principal preocupació del protagonista de la novel·la i, alhora, el seu fil conductor:
| «                                          | Perdre, perdre, PERDRE! I després trobar-ho. Trobar-ho tot. Perdre i trobar! Inaudit! Arravatador!Ultratraient! Perdre i trobar! ¿Qui ho deia que el món és pesat i trist?Perdre i trobar, quin goig la vida, quina meravella aquest món nostre, quinafelicitat de viure i viure perdent i trobant coses! Què puc perdre ara?» | » |
| — Francesc Trabal, L'home que es va perdre | |   |

La reiteració de paraules i la utilització del verb perdre en forma d'ironia textual es van repetint al llarg de la novel·la i en boca del personatge.
Sens dubte el nom està relacionat amb el sense sentit del dadaisme, però també amb la visió que Trabal tenia del representant de l'avantguarda francesa, el qual havia construït al seu voltant tot un mite de glamour i excentricitat. Escriptor i pintor tenien també punts en comú, com la passió per la tecnologia moderna i per les dones. Així, per exemple, el personatge de la novel·la també és un fanàtic dels automòbils i compra «un formidable roadster Cadillac, al qual seguiren deu o dotze canvis amb altres marques». També com el pintor, Picabia lluita de manera incessant contra l'avorriment i el tedi i per això fa del canvi constant el seu motor vital.
D'altra banda, probablement alguns episodis de la novel·la s'inspiren en la vida de Picabia, com la coexistència d'originals i còpies d'obres d'art, que es relaciona amb el rumor que el pintor venia quadres del seu oncle Maurice Davanne i substituïa els originals per còpies que ell havia fet.

## Relació amb laDivina comedia
Les relacions de L'home que es va perdre són múltiples al llarg de la història i han estat ben estudiades. Pel que al personatge de Lluís Frederic, els lligams també es van fent evidents si es coneix bé l'obra cabdal del poeta italià.
Al principi de la novel·la, Trabal insisteix fins a tres vegades en l'edat del protagonista: trenta-cinc anys, que és exactament la mateixa que Dante a la Divina Comedia.
Un altre element que enllaça Picàbia amb la Divina Comedia és el concepte de la convivència home-ombra, segons el qual Lluís Frederic, que seria l'home, i un dels personatges, Carles, que seria l'ànima-ombra, actuen seguint uns mateixos impulsos vitals.
El protagonista no és l'únic personatge de la novel·la que es relaciona amb la Divina Comedia. També ho fa Sílvia, la promesa de Picàbia, que s'ha relacionat amb el segon i el tercer vers de l'obra de Dante: «mi ritrovai per una selva oscura, / che la diritta via eera smarrita».
Trabal, doncs, fa una lectura còmica i paròdica de la Divina Comedia, seguint els postulats de Jean Cocteau en el seu assaig El retorn de l'ordre (1926), on afirmava que era necessari fer una revisió dels autors clàssics des d'una mirada avantguardista.

## Relació amb Jean Cocteau
El lligam de Lluís Frederic Picàbia amb Jean Cocteau va més enllà de la influència de El retorn de l'ordre de Cocteau en Trabal. El nom d'un dels autors del cercle del poeta francès, que escrivia sota el pseudònim de Blaise Cendrars, era Frédéric Louis Sauser, de manera que Francesc Trabal va capgirar els noms de l'escriptor com si, amb aquest gest, d'alguna manera assumís els postulats de Cocteau i Sauser.
A més, s'identifica Sílvia amb Hedwiga, un personatge femení d'una novel·la de Blaise Cendrars.
Amb una simplicitat que sovint ha fet que passés desapercebuda la connexió, fent ús del joc del llenguatge que tant el va caracteritzar, Trabal va fusionar en el nom del protagonista de la història els seus referents d'avantguarda: Francis Picabia i Jean Coteau.